# Fish Hooks - Vita da pesci
Fish Hooks - Vita da pesci (Fish Hooks) è una serie d'animazione statunitense prodotta da Disney Channel che ha debuttato in anteprima su Disney Channel America il 3 settembre 2010 in occasione della prima TV del film Camp Rock 2: The Final Jam. In Italia un'anteprima della serie è stata trasmessa il 31 dicembre 2010 durante lo speciale di Natale Natale Sorprendente, come anteprima di fine anno. Mentre la seconda stagione è stata trasmessa su Disney Channel il 4 novembre 2011. In Italia è stata trasmessa un'anteprima l'11 febbraio 2012 a Disney Channel Italia, ma la programmazione normale avviene dal 19 febbraio 2012 sempre su Disney Channel Italia. Nell'agosto del 2012, Disney Channel Italia interrompe definitivamente la serie. Nel 2021, Disney Plus pubblica, doppiata in italiano, anche la terza stagione.

## Trama
La serie si sviluppa intorno alle avventure di Milo (Gabriele Patriarca), suo fratello Oscar (Luigi Morville) e la loro amica, il pesce rosso Bea (Joy Saltarelli) che frequentano un liceo all'interno di un acquario in un negozio di animali. La serie parla della loro vita quotidiana, le amicizie, i rapporti con gli altri animali e la scuola.

## Doppiaggio
| Personaggio | Doppiatore originale | Doppiatore italiano |
| ----------- | -------------------- | ------------------- |
| Milo        | Kyle Massey          | Gabriele Patriarca  |
| Oscar       | Justin Roiland       | Luigi Morville      |
| Bea         | Chelsea Kane         | Joy Saltarelli      |
| Mitilla     | Alex Hirsch          | Monica Bertolotti   |
| Diva        | Kari Wahlgren        | Monica Ward         |
| Tentaculus  | John DiMaggio        | Fabrizio Vidale     |

## Personaggi principali
- Milo: è un pesce molto pigro, ma si crede il più divertente ed energico di tutta la scuola e ama le avventure. Doppiato da Kyle Massey e in italiano da Gabriele Patriarca.
- Bea: è la migliore amica di Milo e di Oscar e si crede il pesce più bello in superficie. Vorrebbe diventare una celebrità e una star del cinema ed è sempre pronta ad aiutare i suoi amici. Doppiata da Chelsea Staube in italiano da Joy Saltarelli.
- Oscar: è il fratello di Milo e ha una cotta per la sua amica Bea. È un pesce molto nervoso e ama giocare ai videogames. Doppiato da Justin Roiland e in italiano da Luigi Morville.

## Personaggi secondari
- Mitilla: è un'ostrica con due pupille diverse. Si occupa dell'annuario della scuola. È una grande amica di Bea ed è innamorata di Oscar nonostante a Oscar piaccia Bea e non Mitilla, anzi la trova insopportabile.
- Tentaculus: è il più grande bullo della scuola ed è un polpo enorme. Ha la passione per il football. Doppiato in italiano da Fabrizio Vidale.
- Diva: è la migliore amica di Bea. Ha una voce molto bassa e adora messaggiare e spettegolare con Bea e le sue amiche. Doppiata in italiano da Monica Ward.
- Mr. Baldwin: è l'insegnante di Milo, Bea e Oscar ed è un cavalluccio marino incinto. Doppiato in italiano da Oliviero Dinelli.

## Episodi
| Stagione         | Episodi | Prima TV originale | Prima TV Italia |
| ---------------- | ------- | ------------------ | --------------- |
| Prima stagione   | 41      | 2010-2011          | 2011-2012       |
| Seconda stagione | 41      | 2011-2013          | 2012-2020       |
| Terza stagione   | 28      | 2013-2014          | 2021            |